# Karl Ludwig Hencke
Karl Ludwig Hencke  (8 de abril de 1793 - 21 de septiembre de 1866) fue un astrónomo alemán . Algunas veces se le confunde con Johann Franz Encke, otro astrónomo alemán.
Hencke nació en Driesen, Brandeburgo (ahora Drezdenko, Polonia). Fue voluntario por Prusia durante las guerras de Liberación (en alemán, Befreiungskriege), pero resultó herido en Lützen. Posteriormente se desempeñó como oficial en diferentes destinos y, finalmente, ingresó en las oficinas de correos. Después de su retiro, vivió en su ciudad natal donde sirvió como jurado de la corte de la ciudad.
Descubrió dos asteroides desde su observatorio privado en el número 9 de la calle Kietz (actualmente, el número 43 de la calle Kietzerstraße), Driesen. El primero, Astrea, es notable por ser el primer asteroide descubierto después del largo tiempo transcurrido desde que se descubriera el último de los cuatro asteroides originales, Vesta, el cual fue descubierto en 1807. Otros astrónomos abandonaron la búsqueda de más asteroides convencidos de que eran sólo cuatro. Hencke comenzó a buscar en 1830 y, quince años después, su búsqueda obtuvo éxito.
Murió en Marienwerder (ahora Kwidzyn), en ese entonces, parte de Prusia.
El asteroide (2005) Hencke es nombrado en su honor.

## Asteroides descubiertos
Hencke descubrió dos asteroides: Astrea en 1845 y Hebe en 1847.